# Epidapus fagi
Epidapus fagi är en tvåvingeart som först beskrevs av Shinji 1938.  Epidapus fagi ingår i släktet Epidapus och familjen sorgmyggor. Inga underarter finns listade i Catalogue of Life.